# Machimus kurzenkoi
Machimus kurzenkoi là một loài ruồi trong họ Asilidae. Machimus kurzenkoi được Lehr miêu tả năm 1999.